# Міхал Майєр
Міхал Майєр (* 7 травня 1964) — чеський яхтсмен. Змагався у п'яти послідовних літніх Олімпійських іграх в класі «Фінн»: 1996 (14-е місце); 2000 (19); 2004 (15); 2008 (25-е); і 2012.
Був найстарішим серед чеських учасників Олімпійських ігор 2012 року, з віком 48 років і 88 днів на момент завершення змагань.